# 前橋市議会
前橋市議会（まえばししぎかい）は、群馬県の県庁所在地である前橋市の議会である。

## 概要
- 定数：38人[2]
- 任期：4年
- 選挙区：市全体を1選挙区とする大選挙区制（単記非移譲式）
- 議長：富田公隆（前橋高志会）[3][4]
- 副議長：藤江彰（前橋高志会）[3][4]

市議会は従前、部分的な派閥対立はあったが親・自民党系を中心とする無所属の保守派が、市長与党となる形で多数派を占めていた。しかし、2004年の3町村合併を目前とした時点で、合併を主導してきた萩原弥惣治に代わり高木政夫が当選したことに伴い（ただし高木も合併には否定的でなかった）、萩原前市長を支持した派閥がこれに対立し、相前後しての市議選による改選や、大合併に伴う旧町村系議員団の動向も影響して、市長派と反市長派が拮抗する事態に至った。
加えて、前県知事である小寺弘之が任期末期に自民党多数の群馬県議会と激しく対立しながら迎えた2007年7月の群馬県知事選挙の際には、保守系で元は県議会自民党の有力幹部であったが小寺候補と親しい高木市長が公に小寺支持に回る（結果的にこの選挙では自民系の対立候補である大沢正明が当選した）など、対立の構図は群馬県当局・県議会をも巻き込んでより根深く錯綜することになった。
保守系派閥の協力体制が復活したのは、2012年市長選で山本龍が高木政夫を下して当選して以降である。山本は大沢知事および群馬県議会との関係が強かったため、結果的に保守系議員会派間のねじれが緩和され、市長与党が構成されるに至っている。
2021年2月7日、コロナ禍の中で任期満了に伴う前橋市議会議員選挙が実施され、定数38に47人が立候補する激戦となった。投票率は5回連続で過去最低を更新し、42.92％であった。保守系の親・山本龍市長会派「前橋令明」は改選前から1議席減らし14議席、保守系の中立会派「前橋高志会」は改選前から1議席増やし7議席となった。労組を支持基盤にもつ市民フォーラムはベテラン現職2名が引退したため4議席となり改選前から1議席減ることが上毛新聞により報道されていたが、得票数2位で当選した新人が会派入りしたため改選前勢力の5議席を維持した。日本共産党前橋市議団や公明党前橋市議団は改選前勢力の4議席を維持した。その他の少数会派も改選前勢力を維持した。コロナ禍により選挙運動が制限されたため現職に有利な選挙となった。

## 会派
（令和7年2月28日現在）
| 会派名                     | 議席数 | 党派                     | 代表者     | 女性議員数 | 女性議員の比率(%) |
| -------------------------- | ------ | ------------------------ | ---------- | ---------- | ----------------- |
| 前橋高志会                 | 13     |                          | 小曽根英明 | 1          | 7.69              |
| 前橋令明                   | 9      |                          | 横山勝彦   | 0          | 0                 |
| 日本共産党前橋市議会議員団 | 4      |                          | 近藤好枝   | 2          | 50                |
| 公明党前橋市議会議員団     | 4      |                          | 石塚武     | 1          | 25                |
| まえばし市民クラブ         | 3      | 立憲民主党2・国民民主党1 | 角田修一   | 0          | 0                 |
| 七星                       | 1      |                          | 中林章     | 0          | 0                 |
| なないろ                   | 1      | 立憲民主党               | 入澤繭子   | 1          | 100               |
| 無所属の会                 | 1      |                          | 宮崎裕紀子 | 1          | 100               |
| 暁鐘                       | 1      |                          | 岸川知己   | 0          | 0                 |
| 無所属クラブ               | 1      |                          | 阿久澤萌   | 1          | 100               |
| 計                         | 38     |                          |            | 7          | 18.42             |

## 議員報酬等
| 役職   | 報酬            | 政務活動費  |
| ------ | --------------- | ----------- |
| 議長   | 月額 65万5000円 | 月額 10万円 |
| 副議長 | 月額 62万0000円 | 月額 10万円 |
| 議員   | 月額 58万5000円 | 月額 10万円 |

- 別途、年2回期末手当あり
- 政務活動費の残金は市に返還する義務がある
- 議員年金は2011年（平成23年）6月1日で廃止されている

## 不祥事
- 1968年に行われた第8回参議院議員通常選挙では、多数の市議会議員が票の取りまとめを依頼され現金を授受。1970年2月26日、前橋地方裁判所は17人に対して執行猶予付きの有罪判決を言い渡した[11]。

## 主な市議出身者
国会議員・帝国議会議員
- 石井繁丸（元衆議院議員、元前橋市長）
- 笹治元（元衆議院議員、元前橋市長）
- 下村善右衛門（元衆議院議員）
- 鈴木強平（元衆議院議員、元参議院議員）
- 桑原功（元衆議院議員）
- 平田健太郎（元衆議院議員）

知事・市区町村長
- 清水一郎（公選第9-12代群馬県知事、第47代群馬県議会議長）
- 高木政夫（元前橋市長、第77代群馬県議会議長）
- 萩原弥惣治（元前橋市長、第68代群馬県議会議長）
- 山崎林太郎（元山口県下関市長）

都道府県議会議長
- 狩野浩志（第93代群馬県議会議長）
- 中沢丈一（第81代群馬県議会議長）
- 菅野義章（第74代群馬県議会議長）
- 青木秋夫（第70代群馬県議会議長）